# マーシャル郡 (カンザス州)
マーシャル郡 (Marshall County、標準省略：MS) はアメリカ合衆国カンザス州に位置する郡である。2000年現在、人口は10,965人である。ここの最大都市及び郡庁所在地はMarysvilleである。

## 地理
アメリカ合衆国統計局によると、この郡は総人口2,342 km2 (904 mi2) である。このうち2,338 km2 (903 mi2) が陸地で5 km2 (2 mi2) が水域である。総面積の0.20%が水域となっている。

### 隣接する郡
- ポーニー郡 (ネブラスカ州) (北東)
- ネマハ郡 (東)
- ポタワトミー郡 (南)
- ライリー郡 (南西)
- ワシントン郡 (西)
- ゲージ郡 (ネブラスカ州) (北西)

## 人口動勢
2000年現在の国勢調査で、この都市は人口10,965人、4,458世帯、及び3,026家族が暮らしている。人口密度は5/km2 (12/mi2) である。2/km2 (6/mi2) の平均的な密度に4,999軒の住宅が建っている。この都市の人種的な構成は白人98.14%、アフリカン・アメリカン0.23%、先住民0.36%、アジア0.19%、太平洋諸島系0.02%、その他の人種0.26%、及び混血0.80%である。ここの人口の0.76%はヒスパニックまたはラテン系である。
この郡内の住民は25.00%が18歳未満の未成年、18歳以上24歳以下が6.60%、25歳以上44歳以下が23.60%、45歳以上64歳以下が22.80%、及び65歳以上が22.00%にわたっている。中央値年齢は42歳である。女性100人ごとに対して男性は96.80人である。18歳以上の女性100人ごとに対して男性は94.00人である。
この郡内の世帯ごとの平均的な収入は32,089米ドルであり、家族ごとの平均的な収入は39,705米ドルである。男性は28,361米ドルに対して女性は19,006米ドルの平均的な収入がある。この郡の一人当たりの収入 (per capita income) は17,090米ドルである。人口の9.20%及び家族の6.40%は貧困線以下である。全人口のうち18歳未満の9.60%及び65歳以上の9.10%は貧困線以下の生活を送っている。

## 都市及び町
- Axtell
- Beattie
- Blue Rapids
- フランクフォート (Frankfort)
- Marysville
- Oketo
- サマーフィールド (Summerfield)
- Vermillion
- ウォータービル (Waterville)

## 郡区
バートン郡は25の郡区に分かれている。Marysvilleの都市は governmentally independent と見なされ郡区向けの国勢調査外観から除外されている。以下の表内の人口中心は、もしかなりの数ならば、郡区の人口総計を含む最大都市である。

## 教育

### 統一された学校区
- Marysville 統一教育学区364号
- Vermillion 統一教育学区380号
- Axtell 統一教育学区488号
- バレーハイツ 統一教育学区498号